# Re sostenido menor
Re sostenido menor (abreviatura en sistema europeo Re♯m y en sistema americano D♯) es la tonalidad  de re sostenido, en  modalidad de escala menor, entre las que elegimos la que contiene las notas re sostenido, mi sostenido fa sostenido, sol sostenido, la sostenido, si, do sostenido y re sostenido. Su armadura contiene 6 sostenidos.
Su tonalidad relativa es fa sostenido mayor, y su tonalidad homónima es mi bemol mayor. Las alteraciones para las versiones melódicas y armónicas son escritas si son necesarias. Su equivalente enarmónico es Mi bemol menor.

## Usos
Dado que re sostenido menor y su enarmónico tiene la misma cantidad de accidentes (seis) en la armadura, otras consideraciones definen el escoger una u otra. Por ejemplo, usando las versiones melódicas ascendentes y descendentes en el arpa no es práctico. El pedal de si puede colocarse fácilmente en sostenido, pero no hay posición de doble sostenido para el pedal de do. En los dos libros del Clave bien temperado, Bach escogió escribir el preludio n.º 8 en mi bemol menor y la fuga a continuación en re sostenido menor.
La música escrita en esta tonalidad es considerada excesivamente difícil de leer, lo que ha definido el uso infrecuente de Re sostenido menor como tonalidad principal en obras del período clásico. Música contrapuntística y fugas en tonalidades menores requieren generalmente muchos accidentes. En re sostenido menor hay 6 sostenidos en la armadura, pero con los accidentes serán dobles sostenidos. 
| Tonalidad   | 7 ♭       | 6 ♭        | 5 ♭       | 4 ♭       | 3 ♭       | 2 ♭       | 1 ♭      | 0        | 1 ♯       | 2 ♯      | 3 ♯       | 4 ♯       | 5 ♯        | 6 ♯       | 7 ♯       |
| Modo mayor: | do♭ mayor | sol♭ mayor | re♭ mayor | la♭ mayor | mi♭ mayor | si♭ mayor | fa mayor | do mayor | sol mayor | re mayor | la mayor  | mi mayor  | si mayor   | fa♯ mayor | do♯ mayor |
| Modo menor: | la♭ menor | mi♭ menor  | si♭ menor | fa menor  | do menor  | sol menor | re menor | la menor | mi menor  | si menor | fa♯ menor | do♯ menor | sol♯ menor | re♯ menor | la♯ menor |